# Christopher C. Miller

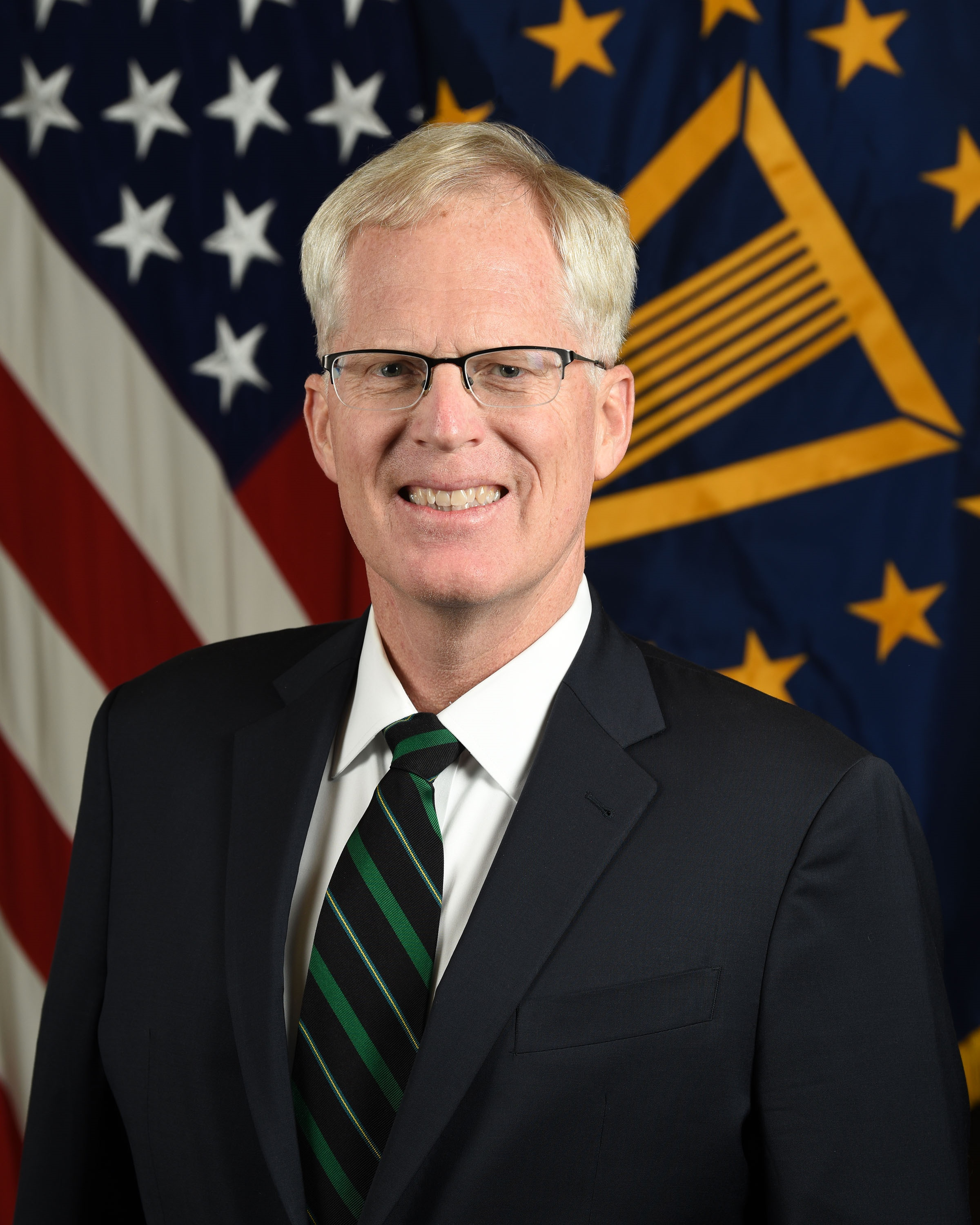
Christopher C. Miller (2020)

Christopher Charles Miller (* 15. Oktober 1965 in Platteville, Wisconsin) ist ein amerikanischer Regierungsbeamter und ehemaliger Militär. Vom 9. November 2020 bis zum 22. Januar 2021 war er kommissarischer Verteidigungsminister der Vereinigten Staaten im Kabinett Trump.

## Leben
Christopher Miller studierte an der George Washington University und schloss mit einem Bachelor in Geschichte ab. Später studierte er an den Militärhochschulen Naval War College und dem Army War College.
Miller diente von 1984 bis 2014 in den US-Streitkräften in den US Army Special Forces. Er war in Kampfeinsätzen in Afghanistan 2001 und im zweiten Irakkrieg 2003 eingesetzt. Nachdem er die Streitkräfte verlassen hatte, arbeitete er als privater Sicherheitsberater. 2018 wurde er Assistent des Präsidenten des National Counterterrorism Center (NCTC) und hatte diesen Posten bis 2019 inne.
Am 6. August 2020 bestätigte der Senat der Vereinigten Staaten ihn als Direktor des NCTC. Nach der Entlassung von Mark Esper ernannte Präsident Donald Trump ihn am 9. November 2020 zum kommissarischen Secretary of Defense (Verteidigungsminister) der Vereinigten Staaten.
In seiner Aussage vor dem Senat am 3. März 2021 anlässlich der Untersuchung des Sturms auf das Kapitol am 6. Januar 2021 machte William J. Walker, der Kommandant der  Nationalgarde im District of Columbia, Miller spezifisch verantwortlich für die sehr verzögerte Entsendung von Truppen.
Miller ist verheiratet und Vater von drei Kindern.